# Máy ảnh cơ

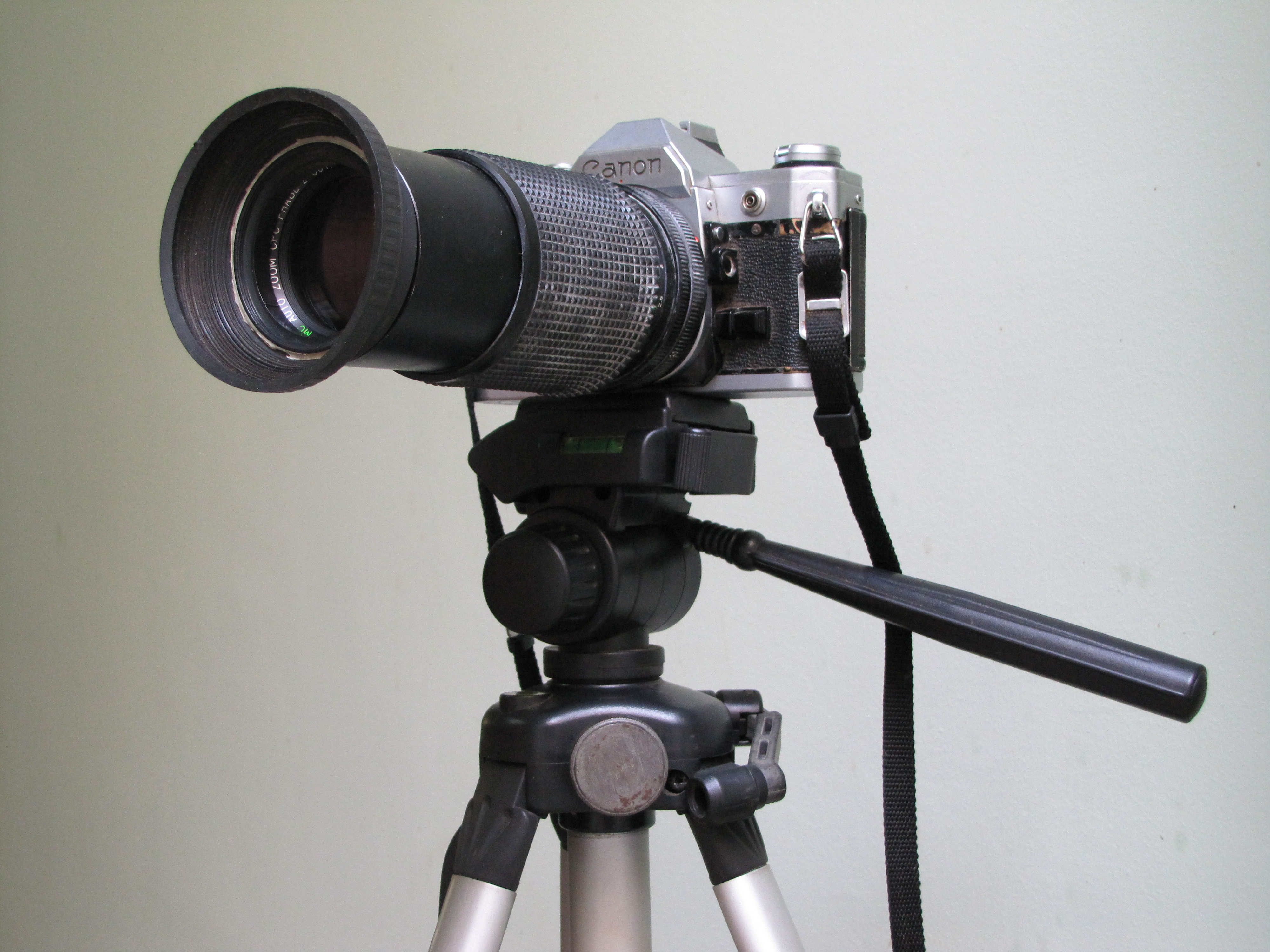
Một máy ảnh cơ hiệu Canon, có ống ngắm (hay lens máy ảnh) được gắn trên giá đỡ (còn gọi là tripod)

Máy ảnh cơ (hay còn gọi là máy ảnh phim, máy cơ) có nguồn gốc từ cuối thế kỷ XI, là loại máy chụp hoạt động bằng cơ học, sử dụng phim âm bản để tạo ra hình ảnh. Sau vài khâu xử lý trong buồng tối (còn gọi là Lab, hay Darkroom) sẽ nhận được hình ảnh chính xác của vật chụp và in chúng ra giấy.

## Lịch sử

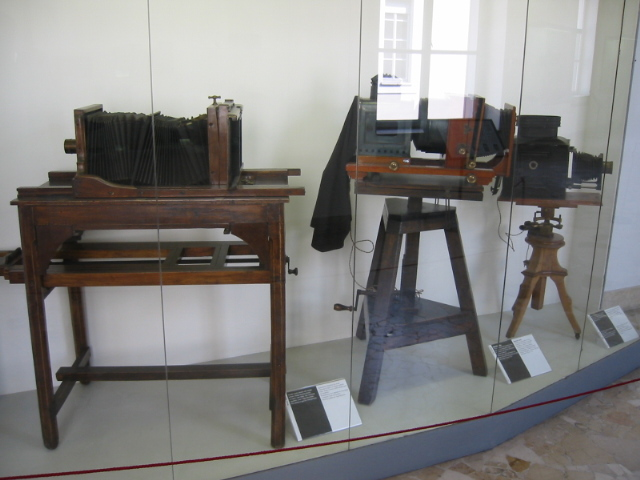
Những chiếc máy ảnh cổ trong bảo tàng Musée Léonard de V...

- Năm 1568, ông Danielo Barbaro đã chế ra chiếc máy ảnh có thể thay đổi đường kính để tăng độ nét của ảnh.
- Năm 1802, ông Toms Erdward và ông Gamphri Devid bằng cách in tiếp xúc đã cho ra ảnh trên một loại giấy đặc biệt (tuy nhiên những ảnh này không bền).
- Năm 1816, ông Zozep Nips đã sáng chế ra một chiếc máy ảnh kiểu hộp cho phép thu được ảnh âm bản.
- Năm 1835, ông William Tabot là người đầu tiên đã cho ảnh dương bản từ âm bản và những bức ảnh này rất nét.
- Năm 1839, ông Luis Dage công bố phát minh quá trình định vị ảnh trên các miếng bạc. Từ đó, về sau rất nhiều người bỏ công sức ra cải tiến để hoàn thiện chiếc máy ảnh (Theo lịch sử ngành nhiếp ảnh; Nhà xuất bản trẻ - 1993).

## Nguyên lý
- Chiếc máy ảnh (chụp phim) không ngừng được cải tiến theo chiều hướng gọn nhỏ thuận tiện và đẹp hơn, nhưng về cấu tạo đều phải có các bộ phận sau: Buồng tối máy ảnh; Ống kính máy ảnh; Tốc độ chớp (màn trập); Khẩu quang (cửa điều sáng). Khi kết hợp với phim và nguồn sáng nó sẽ cho ra những tấm ảnh như ý.
- Muốn có một bức ảnh phải có nguồn sáng, nguồn sáng là yếu tố chính. Độ nhạy của phim (DIN,ASA) kết hợp với nguồn sáng qua hai bộ phận là tốc độ chớp và khẩu quang bắt hình ảnh vào phim (bản âm), qua khâu in phóng thành tấm ảnh (bản dương). Vì vậy, các yếu tố trên phải được kết hợp đúng với nhau mới cho ra những tấm ảnh đẹp (đúng sáng).
- Thông số độ nhạy bắt sáng của phim là một định chuẩn, được tiêu chuẩn hoá theo máy đo sáng (MĐS) kết hợp với cửa điều sáng và tốc độ chớp (cũng được tiêu chuẩn hóa) đáp ứng các yêu cầu kỹ thuật. Đó là nguyên lý chung mà hiện nay dù máy ảnh (dùng phim) có tốt đến đâu, có tối tân hiện đại mấy vẫn phải lấy nguyên lý này làm nền tảng (Theo Nhiếp ảnh nguyên lý dữ thực dụng; Thượng Hải nhân dân kỹ thuật xuất bản xã[cần dẫn nguồn]).

## Cấu tạo

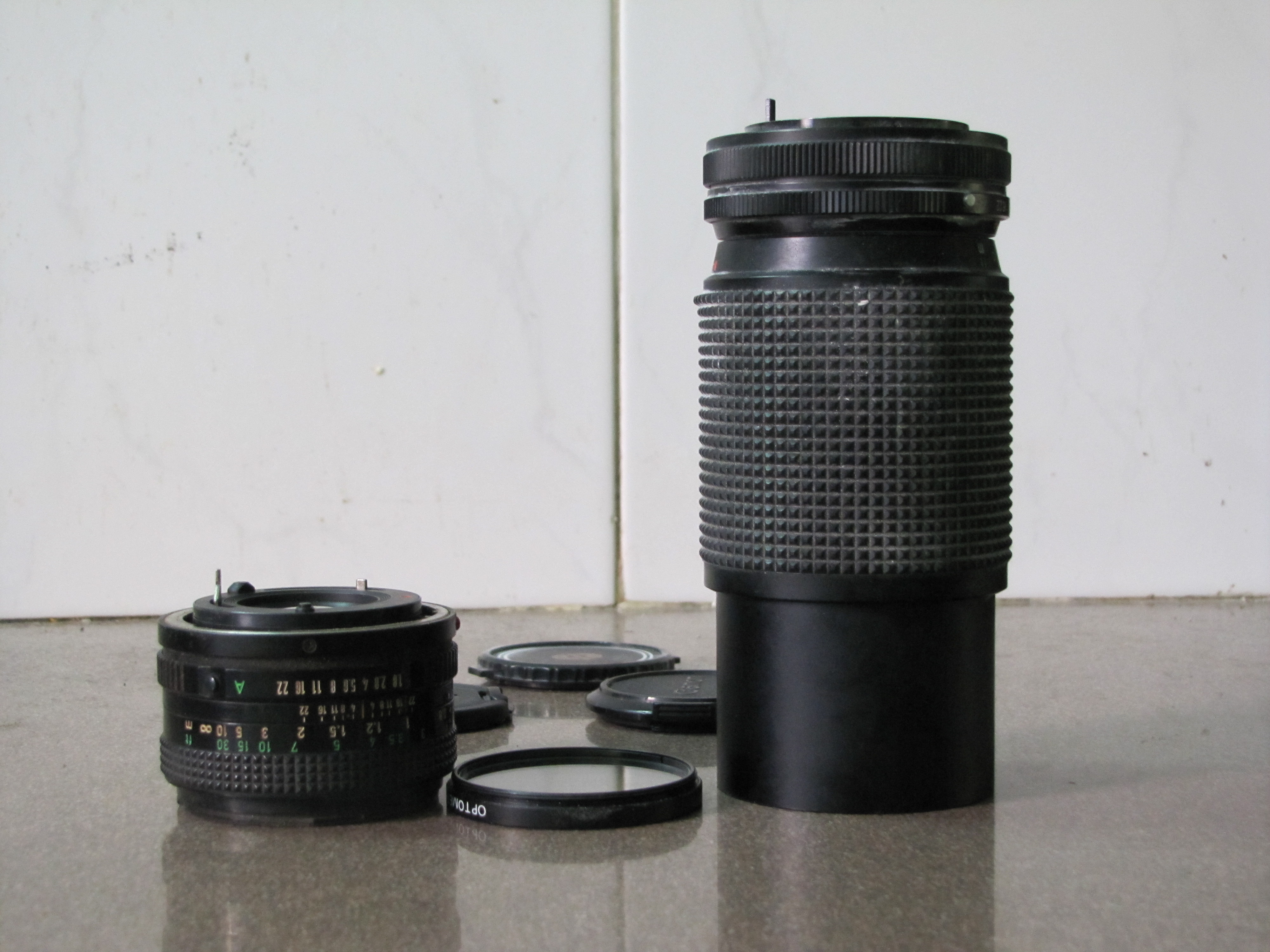
Ống kính máy ảnh

- Buồng tối máy ảnh. Nằm trong thân máy là một hộp đựng phim tuyệt đối kín, phim chụp là chất bắt nhạy ánh sáng. Vì thế, buồng tối máy ảnh phải thật kín. Có trục kéo, trục cuốn phim vận hành bằng tay (máy cơ học), bằng mô tơ (máy điện tử).
- Ống kính máy ảnh. Là vật chủ yếu để ghi nhận ảnh, định vị khoảng cách, sửa sai độ méo hình, chống loé sáng (halô). Có rất nhiều kiểu ống kính khác nhau để đáp ứng nhu cầu của người cầm máy.
- Tốc độ(Temps de poses). Là thang số mở khép của màn trập nhanh chậm theo thời gian đã được quy chuẩn sẵn được cấu tạo bởi các lực của đòn bẩy, tay đẩy thông qua lò xo hoặc rơle  (B,1,2,4,8,15,30,60,125,250,500,1000,2000/giây).
- Khẩu quang (dia phragm). Bộ phận này gồm các lá thép mỏng, mở ra khép lại theo thang số. Tuỳ theo quang độ của ống kính. Số nhỏ là số mở lớn, số lớn là độ khép nhỏ (F:1; 1,4; 2; 2,8; 4; 5,6; 8; 11; 16; 22). Cũng có loại khẩu quang (cửa điều sáng) là những lỗ to nhỏ cố định trên một lá kim loại đục sẵn, hoặc chỉ đơn giản là một cửa lọt sáng cố định. Khẩu quang khép càng nhỏ thì sự rõ nét trên ảnh càng kéo dài ra. Ngược lại, khẩu quang càng mở lớn thì sự rõ nét trong ảnh càng cạn. (Theo thực hành ảnh; Nhà xuất bản Đại học và giáo dục chuyên nghiệp - 1989).
- Phim. Có loại phim trắng đen và có loại phim màu, có nhiều kích cỡ khác nhau nhưng thông dụng nhất là phim cỡ 35mm. Độ nhạy được quy chuẩn theo hai hệ DIN và ASA. Phim màu bán đảo âm (hay phim âm bản) gồm nhiều lớp tráng trên mặt nhựa (đế phim).  1, Lớp bắt nhạy màu lam; 2, Lớp Gélatine lọc màu vàng; 3, Lớp bắt nhạy màu lục; 4, Lớp bắt nhạy màu đỏ; 5, Chất trụ của phim; 6, Lớp chống loé (Theo Hỏi đáp về phim ảnh màu; Nhà xuất bản Đại học và trung học chuyên nghiệp - 1988).
- Các nhà sản xuất đã cho ra đời rất nhiều loại máy ảnh. Nhưng thực ra cũng chỉ có hai dòng chính là máy chụp với các kỹ thuật (Khẩu quang, Tốc độ, tiêu cự) đã được điều chỉnh tự động, thường gọi là máy điện tử, được dùng rộng dãi trong những người cầm máy không chuyên. Họ chỉ cần lấy khuôn hình cân đối và bấm máy là đã được những bức ảnh tương đối đẹp. Còn dòng máy cơ là máy điều chỉnh {Tiêu cự (độ nét), Cửa điều sáng, Tốc độ chớp} bằng tay. Nên đòi hỏi người cầm máy phải có kiến thức về kỹ thuật chụp ảnh và phải có kinh nghiệm nhất định. Nó cho phép người ta chụp được những tấm ảnh như ý. Máy cơ cũng có loại thiết kế vừa điều chỉnh được vừa tự động để người dùng thuận tiện hơn

## Kỹ thuật chụp ảnh bằng máy cơ
Máy ảnh cơ cho phép người ta điều chỉnh linh hoạt để chụp được những tấm hình có tính nghệ thuật. Có hai nguyên tắc cơ bản sau:
- Chọn tốc độ chớp làm yếu tố chính. Khi chụp đối tượng chuyển động tương đối nhanh, muốn chụp được hình ảnh rõ nét (không bị nhòe), phải chọn tốc độ chớp làm yếu tố chính. Sau đó điều chỉnh khẩu quang cho phù hợp với lượng phơi sáng đã đo được của phim. Lượng sáng càng mạnh, độ nhạy của phim càng cao thì cho phép tốc độ chụp càng lớn mà khẩu quang lại không cần mở to (sẽ cho ra những bức ảnh có độ nét sâu). Khi đối tượng chuyển động càng nhanh thì đòi hỏi tốc độ chớp cũng phải nhanh.
- Chọn cửa điều sáng là yếu tố chính. Thường được áp dụng với một trong ba điều kiện là: 1; Khi chụp ảnh bằng đèn plash. 2; Khi vật thể ở trạng thái tĩnh, có thể bắt đứng hình ảnh của nó trong bất cứ điều kiện tốc độ chớp như thế nào. 3; Có yêu cầu về độ sắc nét rõ ràng, từng vùng hay phạm vi của đối tượng. {Chụp phong cảnh cần nét sâu từ gần đến xa (Trường hợp này khẩu quang càng khép được nhỏ càng tốt còn tốc độ chớp chỉ điều chỉnh cho lượng phơi phim đúng sáng), chụp chân dung cần đặc tả đôi mắt hoặc tả bộ mặt còn phía sau và phía trước cần nhoè đi (Trường hợp này khẩu quang nên mở hết cỡ có thể, rồi điều chỉnh tốc độ chụp cho lượng phơi phim đúng sáng)}.
- Luật cân bằng quy định giữa tốc độ và khẩu quang như sau: Mở lớn một nấc khẩu quang thì phải tăng cao một tốc độ chớp - Khép nhỏ một nấc khẩu quang thì phải hạ xuống một tốc độ chụp (Theo thực hành ảnh - Nhà xuất bản Đại học và giáo dục chuyên nghiệp - 1989).